# Квинтет

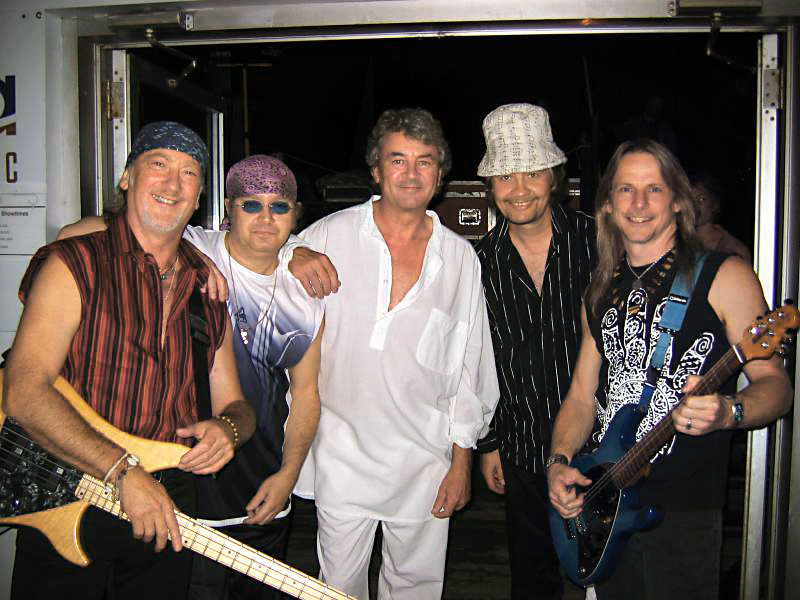
Deep Purple

Квинте́т (итал. quintetto от лат. quintus — «пятый») — музыкальный ансамбль из пяти музыкантов-исполнителей, вокалистов или инструменталистов.

## Общие сведения
1. Ансамбль из пяти исполнителей-инструменталистов или вокалистов. В камерно-инструментальной музыке квинтеты могут быть однородными (пять струнных смычковых, пять деревянных духовых, пять медных духовых инструментов и т. д.) и смешанными (смычковые с фортепиано, с духовыми инструментами, с арфой и т. д.). Квинтет, обычно именуемый фортепианным, включает, как правило, фортепиано и струнный квартет. Обычный состав духового квинтета — флейта, гобой, кларнет, фагот и валторна, медного духового квинтета (или брасс-квинтета) — 2 трубы, валторна, тромбон и туба, джазового — саксофон, труба, фортепиано (или гитара), контрабас и ударные.
2. Музыкальное произведение для пяти инструментов или певческих голосов[1].

Струнный квинтет и квинтет для струнных и духовых инструментов сложились во второй половине XVIII века (Гайдн, Моцарт). С тех пор квинтеты пишутся, как правило, в виде сонатных циклов. В XIX—XX веках получил распространение фортепианный квинтет, в котором возможно противопоставление богатых и разнохарактерных тембров фортепьяно и струнных (Шуберт, Шуман, Брамс, Танеев, Шостакович). Вокальный квинтет может быть частью оперного действия, оратории, кантаты.

## Знаменитые квинтеты

### Джаз
Одним из самых известных джаз-квинтетов был квинтет под управлением Чарли Паркера (саксофон): Диззи Гиллеспи (труба), Бад Пауел (фортепиано), Чарли Мингус (бас), Макс Роуч (барабаны).

### Рок- и поп-музыка
- AC/DC, Aerosmith, Backstreet Boys, Bon Jovi, Boyzone (до 2009), Deep Purple, Def Leppard, Duran Duran, Europe, Fifth Harmony (до 2016), Frankie Goes to Hollywood, Genesis (до 1975), Gerry & The Pacemakers, Girls Aloud, My Chemical Romance, Jethro Tull, King Crimson, ’N Sync, Nightwish (до 2013), Oasis, One Direction (до 2015), Pearl Jam, Radiohead, Rolling Stones (до 1992), Scorpions, Sex Pistols, Spice Girls, Status Quo, Take That, The Dave Clark Five, The Temptations, The Traveling Wilburys, The Yardbirds, Uriah Heep, Yes, The Zombies, Pussycat Dolls, maNga (до 2013), Машина времени (1990—2012), Чё те надо? (до 2014), Ария, Кипелов, А.Р.М.И.Я. (до 2012), Стрелки (2000—2002), Океан Эльзы (с 2001), Друга Ріка (до 2014), Скрябин (2004—2015) Quest Pistols (2014–2015, 2015–2016), Мобильные блондинки (с 2008 года), Hardkiss (до 2018).

### Пост-Хардкор Музыка и Металл
A Day To Remember, Suicide Silence, Bring Me the Horizon, W.H.I.T.E. (до 2007)

## Галерея

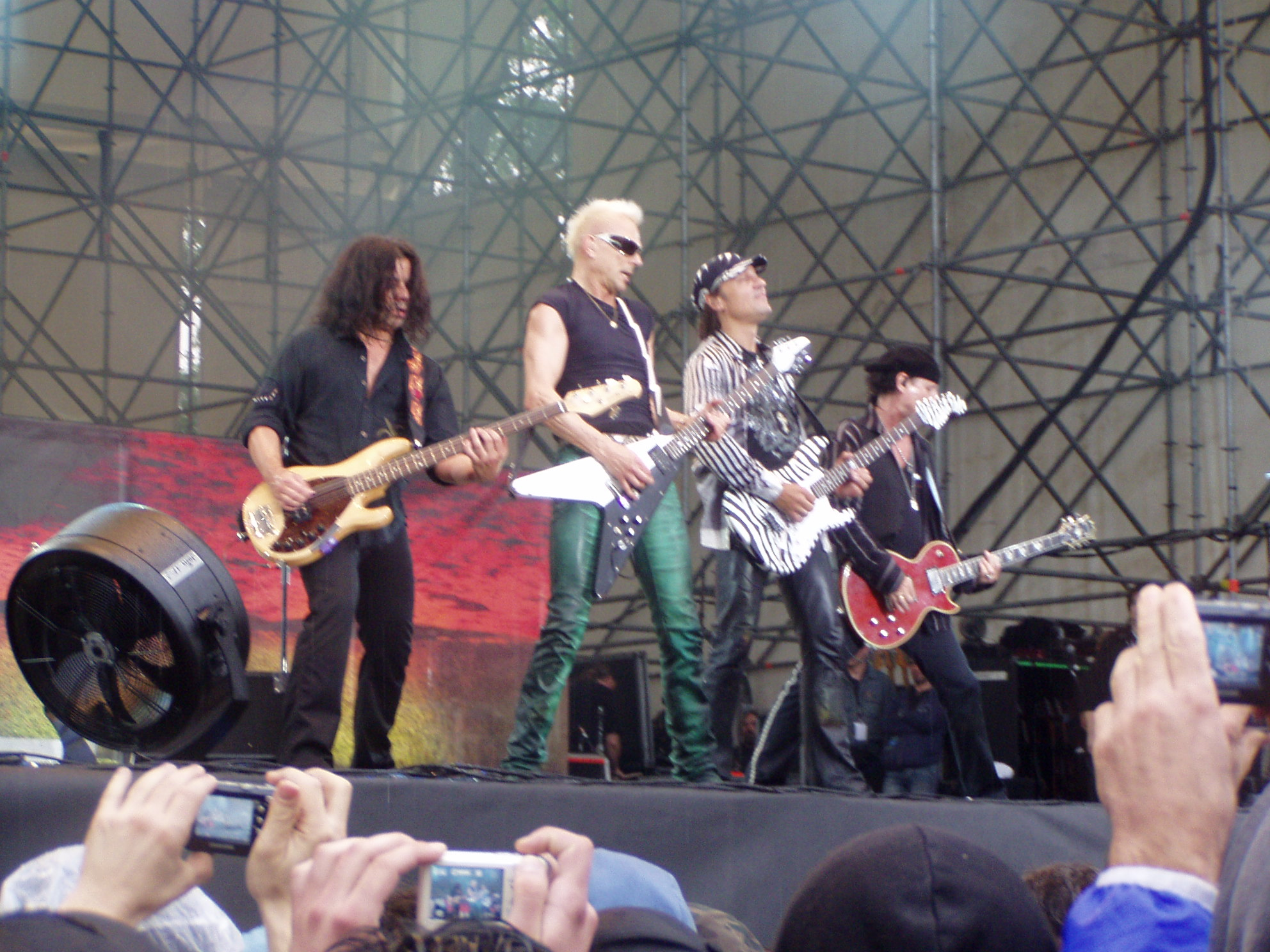
Scorpions
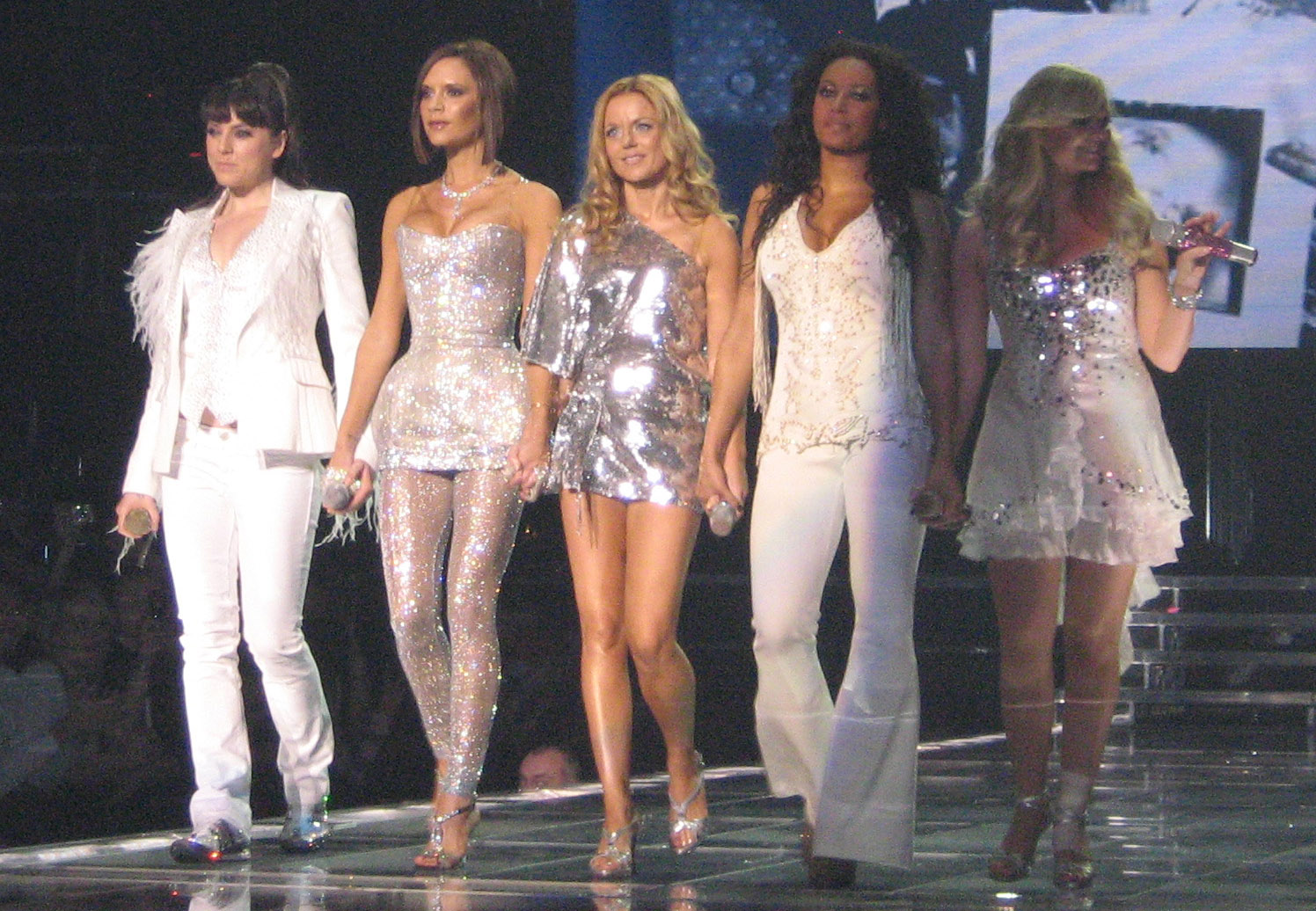
Spice Girls
Машина времени
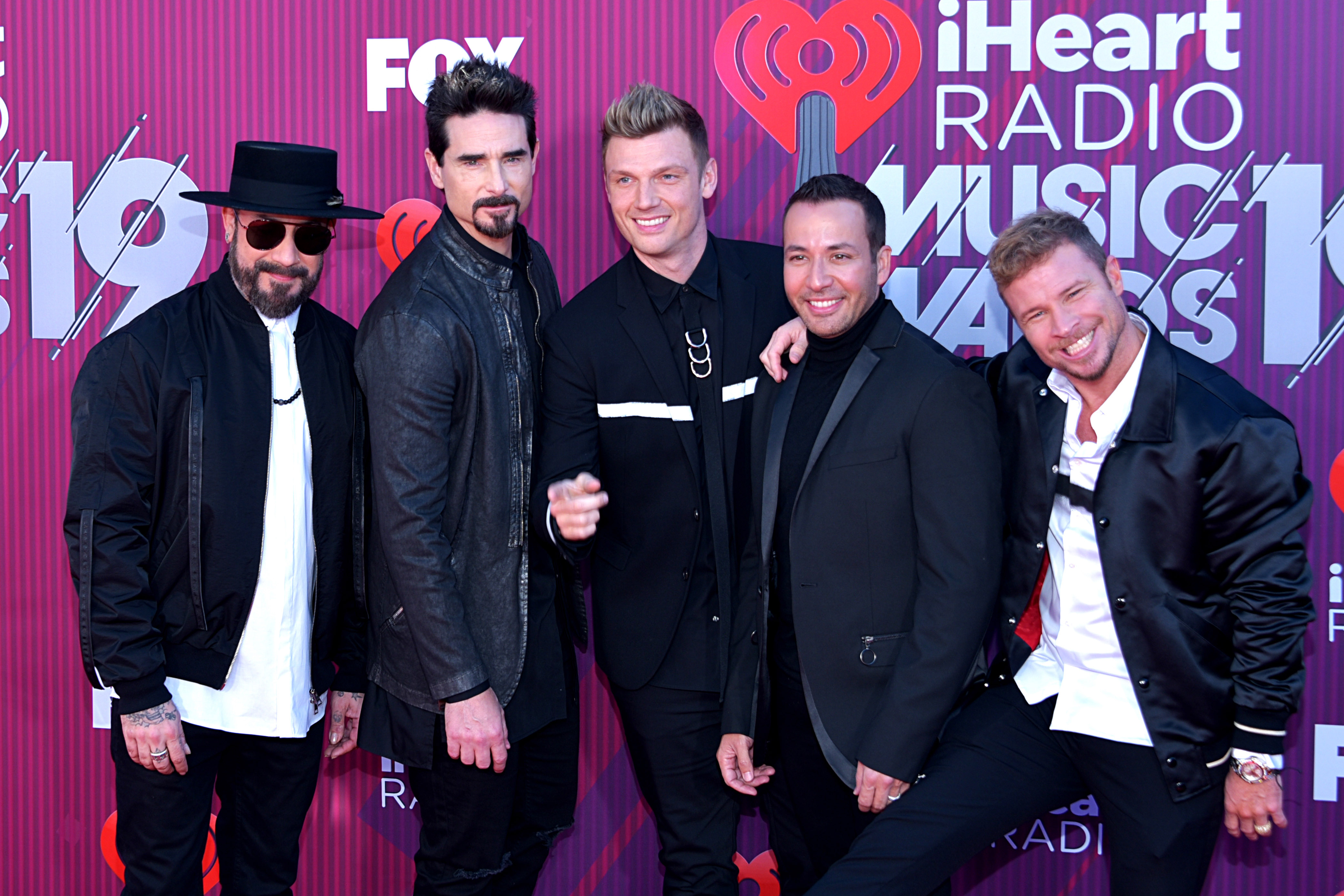
Backstreet Boys